# آمریکا هیچ غلطی نمی‌تواند بکند

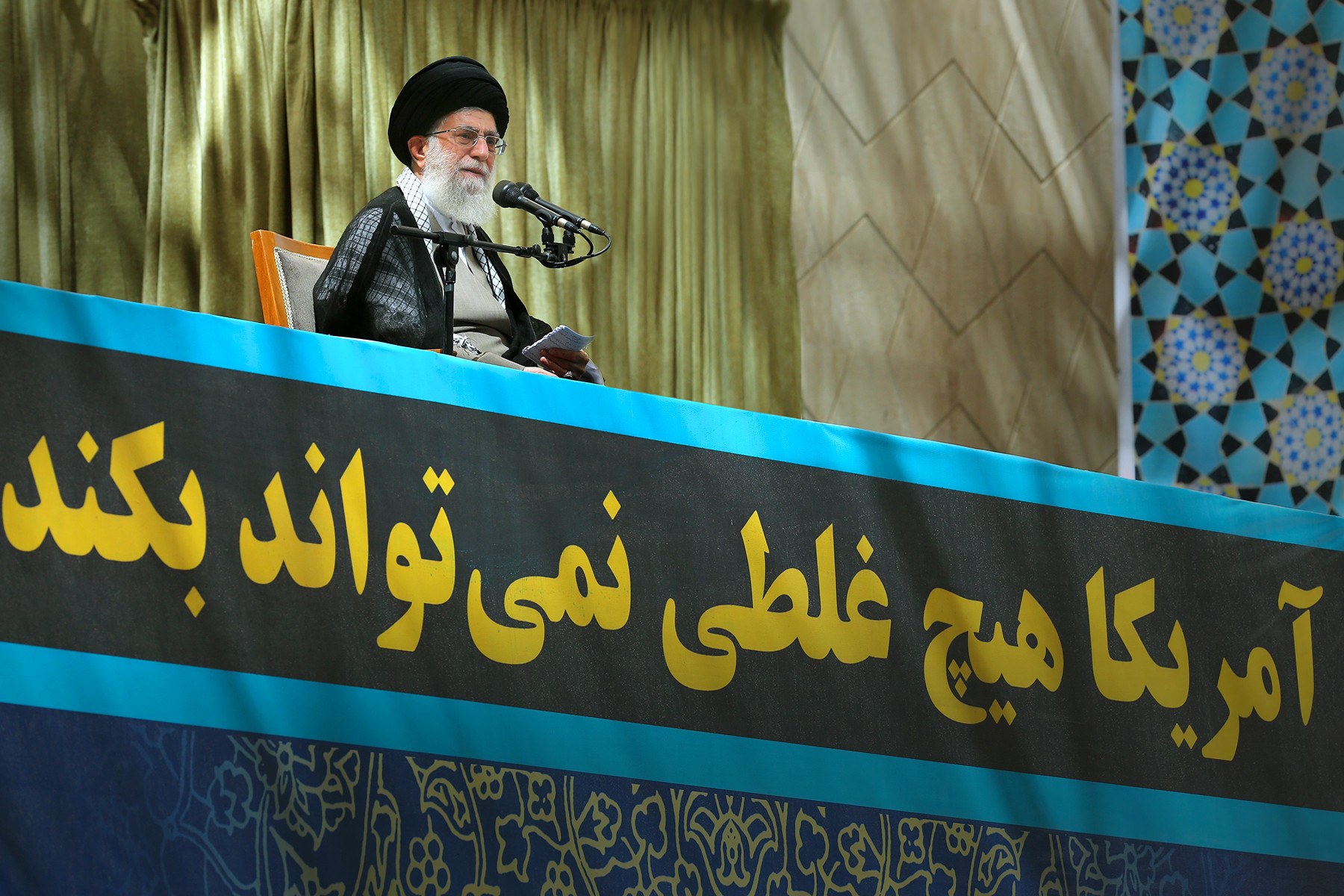
این شعار را می‌توان در جایگاه سخنرانی سید علی خامنه‌ای در بیست و پنجمین سالگرد درگذشت سید روح‌الله خمینی در مزار وی مشاهده کرد.

«آمریکا هیچ غلطی نمی‌تواند بکند» شعاری است که از سوی روح‌الله خمینی، نخستین رهبر جمهوری اسلامی ایران، در جریان گروگان‌گیری در سفارت ایالات متحده آمریکا در ایران استفاده شد، و اطمینان داد که ایالات متحده نمی‌تواند محمدرضاشاه را به تاج و تخت بازگرداند. این بیانیه سپس به شعار تبلیغاتی غیررسمی برای انقلاب ۱۳۵۷ شد.

## پیش زمینه
بر اساس گزارش‌های متعدد، پیش از انقلاب ۱۳۵۷، دولت جیمی کارتر با سید روح‌الله خمینی از طریق نزدیکانش به مدت دو هفته در ارتباط بوده‌است. افرادی که در این ملاقات‌ها حضور داشته‌اند، تأیید کرده‌اند که خمینی و کارتر (غیر مستقیم)، از طریق واسطه با یکدیگر ارتباط برقرار کرده‌اند. اگرچه این گزارش‌ها در برخی جزئیات با یکدیگر متفق‌القول نیستند، اما روی دادن این ملاقات‌ها توسط منابع مختلف از طرف منابع آمریکایی تأیید شده‌است.
انتشار گزارشی جنجالی از سوی بی‌بی‌سی در ۲۱ مه ۲۰۱۶ بار دیگر این اتفاق را بر سر زبان‌ها انداخت. در این گزارش که بر اساس اسناد رسمی دولت آمریکا منتشر شده‌است، ذکر گردیده که خمینی پس از مذاکرات با آمریکا به این اطمینان رسید که آنان بازگشتش به ایران را به خطر نخواهند انداخت. در سمت مقابل، جیمی کارتر، رئیس‌جمهور وقت آمریکا، و همکارانش نیز به زمینه‌سازی برای بازگشت خمینی به ایران کمک کرده و از اینکه ارتش شاهنشاهی دست به یک کودتای نظامی نخواهد زد و مانع به قدرت رسیدن خمینی نخواهد شد، اطمینان حاصل کردند. اما به نظر می‌رسد که خمینی در مذاکرات دستش را برای آمریکا رو نکرده بود. او به آمریکا «قول‌های پوچ» داده بود و بعد از پیروزی انقلاب خواستار صدور انقلاب و مبارزه جهانی با آمریکا شد.
همچنین محمدرضاشاه در آخرین کتاب خود، پاسخ به تاریخ (ص ۱۷۱–۱۷۳)، عنوان داشته‌است که قدرت‌های غربی در کنفرانس گوادلوپ رأی به برکناری او داده بودند.
پس از خروج محمد رضا شاه پهلوی از ایران و انقلاب ۱۳۵۷، جیمی کارتر رئیس‌جمهور ایالات متحده در پاسخ به درخواست ایران برای استرداد شاه ایران محمدرضا پهلوی، برنامه سفر شاه به پاناما را فراهم کرد. کارتر با این کار درصدد برآمد که امکان استرداد وی را در ازای گروگان‌هایی را که به مدت ۴۴۴ روز (۱۳ آبان ۱۳۵۸ تا ۳۰ دی ۱۳۶۰) در اختیار گروهی از دانشجویان انقلابی ایرانی وابسته به دانشجویان مسلمان بودند، از بین ببرد. پیروان خط امام با نفوذ و ورود به سفارت آمریکا در تهران، کارکنان دیپلماتیک آن را گروگان گرفتند. این به نوبه خود اقدامی در پاسخ به پیشنهاد پناهندگی سیاسی آمریکا به شاه بود. یک هفته پس از این حادثه، برگه‌ها و دارایی‌های ایران توسط آمریکا مصادره شد. با این حال، علیرغم آنچه ایران تهدیدهای بین‌المللی می‌دانست، همچنان امکان برگزاری محاکمه متهمان جاسوسی آمریکا و واکنش خمینی در برابر تهدید کارتر وجود داشت. که به‌طور مرتب توسط رسانه‌های بین‌المللی منتشر می‌شد، شعار «آمریکا نمی‌تواند علیه ما غلطی انجام دهد» بود.

## استفاده‌های دیگر
این شعار بر روی بسیاری از دیوارها و بنرها مانند بیلبوردی در مرز ایران و عراق و بنری که در مقابل دستیابی به پهپاد آرکیو ۱۷۰ آمریکا در خاک ایران نصب شده بود، به چشم می‌خورد.
این شعار همچنین توسط علی خامنه‌ای، جانشین خمینی، به شکل‌های متنوعی بکار رفته‌است. برخی دیگر از مقامات ایرانی نیز از این شعار استفاده کردند.